# 康斯坦丁尼夫卡 (薩爾內區)
康斯坦丁尼夫卡是烏克蘭西北部羅夫諾州村落，由薩爾內區薩爾內市鎮管轄，始建於1921年，面積1.89平方公里，海拔高度157米，2001年人口909人，人口密度每平方公里480.7人。

## 外部連結
- Костянтинівка （页面存档备份，存于）
- Село на сайті Верховної ради України （页面存档备份，存于）
- Погода в селі Костянтинівка （页面存档备份，存于）